# Новосілки (Мядельський район, Старогабська сільська рада)
Новосілки (біл. вёска Навасёлкі) — село в складі Мядельського району Мінської області, Білорусь. Село підпорядковане Старогабській сільській раді, розташоване в північній частині області.